# 巌俊一
巌 俊一（いわお しゅんいち、1929年10月13日 - 1981年8月7日）は、日本の生態学者。

## 経歴
1929年兵庫県に生まれる。1953年京都大学農学部農林生物学科卒、1955年京都大学大学院農学研究科修士課程農林生物学専攻 修了、1959年京都大学大学院農学研究科博士課程農林生物学専攻退学。1961年農学博士（京都大学）。
1959年京都大学農学部昆虫学研究室助手、1964-66年カナダ国立森立研究所（ヴィクトリア）在籍。1973年名古屋大学農学部助教授、1977年京都大学農学部教授。
1971年日本応用動物昆虫学会賞を受賞したほか、個体群生態学会会長も務めた。
統計生態学的研究で業績を上げ、特に平均こみあい度に基づく空間分布解析法は世界的に有名。

## 著書

### 単著
- 巌俊一生態学論集、思索社 1988.9

### 共著
- 生態学講座 32 生物の異常発生、花岡正資 共著、共立出版 1972

### 訳書
- 集団の生物学入門, E.O.ウィルソン、W.H.ボサート 共著、石和貞男 共訳、培風館 1977.1
- 地理生態学：種の分布にみられるパターン、R.H.マッカーサー 著、大崎直太 共同監訳、蒼樹書房 1982.11

## 論文
- 国立情報学研究所収録論文 国立情報学研究所